# Тимощук, Игорь Иванович
И́горь Ива́нович Тимощу́к (укр. Ігор Іванович Тімощук; род. 2 января 1966, Шепетовка, Хмельницкая область) — советский и украинский футболист, выступавший на позиции защитника

## Биография
Дебютировал во второй лиге СССР в 1984 году, проведя 12 матчей в составе винницкой «Нивы», ставшей в том году победителем своей зоны, однако уступившей куйбышевским «Крыльям Советов» в переходном турнире за выход в первый дивизион. Вернулся на профессиональный уровень в 1987 году, став игроком кировоградской «Звезды». В течение 1988—1989 годов выступал за теофипольскую «Искру» в соревнованиях коллективов физкультуры, параллельно был тренером команды. Благодаря знакомству с одним из руководителей Теофипольского райкома Валентином Хоптяном, Тимощук узнал о председателе одного из строительных кооперативов в соседней Шепетовке, Джумбере Нишнианидзе, который планировал создать в городе профессиональный футбольный клуб. В результате игрок был приглашён в новосозданную команду, получившую название «Темп», которая дебютировала в чемпионате Украинской ССР среди коллективов физкультуры в 1990 году. В следующем сезоне клуб принял участие во второй низшей лиге чемпионата СССР, а также стал обладателем кубка Украинской ССР, благодаря чему в первом чемпионате независимой Украине «Темп» начал выступления в высшей лиге. В элитном дивизионе Тимощук дебютировал 6 марта 1992 года, выйдя в стартовом составе в выездном матче против николаевского «Эвиса». В первом чемпионате Украины шепетовская команда стала последней в турнирной таблице своей группы и вылетела в первую лигу, однако уже следующем сезоне «Темп» смог завоевать серебряные награды первого дивизиона и вернуться в «вышку», где он выступал последующие 2 года. В течение всего этого времени Игорь Тимощук был одним из игроков основного состава, появляясь на поле в большинстве матчей. К 1995 году у команды начались финансовые проблемы и со временем она распалась. Тимощук покинул клуб после осенней части сезона 1995/96, став рекордсменом «Темпа» по количеству проведённых за команду матчей.
В 1996 году стал игроком иркутской «Звезды», за которую выступал на протяжении двух лет. В 1998 году вернулся в Украину, став игроком хмельницкого «Подолья», с которым в дебютном сезоне стал победителем своей группы второй лиги и заработал право на повышение в классе. Уже спустя год «Подолье» вернулось второй дивизион и в первом после возращения сезоне заняло второе место в группе «А». После этого Тимощук покинул команду и перешёл в «Красилов», в составе которого в 2002 году снова стал победителем второй лиги. В 2003 году подписал контракт с ивано-франковским «Спартаком», в котором и провел последнюю игру на профессиональном уровне в следующем году. В дальнейшем выступал за любительские коллективы.

## Достижения
- Победитель второй лиги чемпионата СССР: 1984 (зона 6)
- Обладатель Кубка Украинской ССР: 1991
- Серебряный первой лиги чемпионата Украины: 1992/93
- Победитель второй лиги чемпионата Украины: 1997/98 (группа «А»), 2001/02 (группа «А»)
- Серебряный призёр второй лиги чемпионата Украины: 1999/00 (группа «А»)
- Бронзовый призёр второй лиги чемпионата Украины: 2000/01 (группа «А»)